# Sexo extramarital

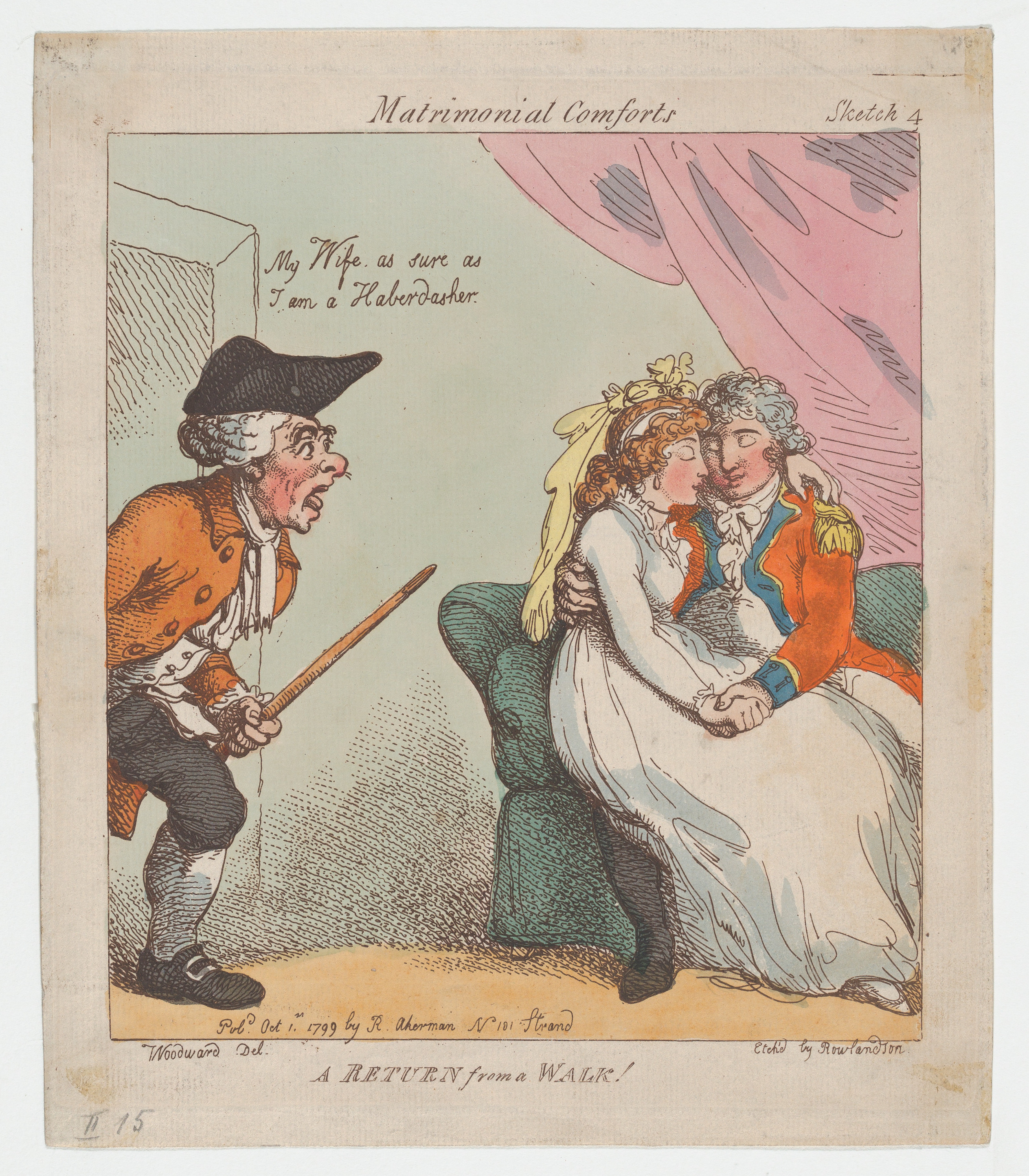
El adulterio como preocupación de los soldados desplazados al campo de batalla.

Sexo extramatrimonialo extramarital, relación extramatrimonial o relación sexual extraconyugal es aquella relación sexual que se mantiene por al menos un miembro del matrimonio con al menos una persona ajena al mismo.El término puede aplicarse también a una persona soltera que tiene relaciones sexuales con una persona casada.
Cuando las relaciones sexuales extramaritales no rompen una norma sexual, pueden ser llamadas no monogamia consensuada (véase también poliamor). Si, en cambio, las relaciones sexuales extramatrimoniales rompen una norma sexual son llamadas típicamente adulterio, o en ocasiones no monogamia, fornicación, bigamia o infidelidad. Esta variedad de términos se debe a diferencias respecto a las consecuencias morales o religiosas asociadas con la práctica, que en algunos contextos pueden implicar la ley civil o religiosa.

## Delimitación del término

### Sexo extramarital
Se habla de relaciones sexuales extramatrimoniales cuando al menos un miembro del matrimonio mantiene relaciones fuera del mismo. En este caso se habla de adulterio—infidelidad dentro del matrimonio—, estando penada en algunos países.

### Sexo premarital
Las relaciones extramatrimoniales no deben confundirse con las relaciones prematrimoniales en las cuales ninguno de los que mantienes relaciones sexuales está casado pero se presume que mantienen un noviazgo en el que practican relaciones sexuales antes de establecer la convivencia matrimonial.

## Relaciones sexuales ajenas al matrimonio
Pueden ser relaciones sexuales de carácter estable o esporádico entre personas que no están casadas. Cuando las relaciones se mantienen con varias personas se habla de promiscuidad sexual. Tradicionalmente el mantenimiento de relaciones sexuales fuera del matrimonio ha estado considerado social y legalmente de manera negativa en la mayoría de países del mundo. Desde el feminismo se ha reivindicado y conseguido la despenalización del adulterio en muchos países. La revolución sexual de mediados del siglo XX contribuyó a normalizar las relaciones sexuales como algo propio y natural de los seres humanos.